# Bruno Bauer
Bruno Bauer (Eisenberg, Sajonia-Altenburgo, 6 de septiembre de 1809- Rixdorf, Berlín, 13 de abril de 1882) fue un filósofo y teólogo alemán. 

## Biografía

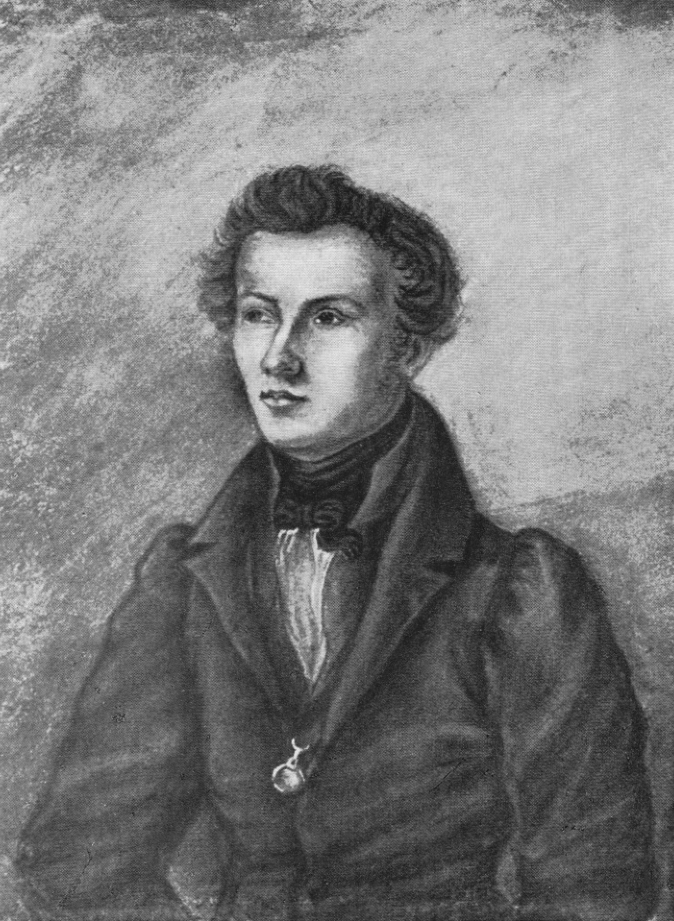
Retrato de un joven Bruno Bauer.

Bauer fue hijo de un pintor en una fábrica de porcelana. Estudió filosofía y teología en la Universidad de Berlín. Estudió directamente con Hegel hasta que este murió en 1831. Este último, en una ocasión, condecoró al joven Bruno Bauer con un premio académico por un ensayo filosófico criticando a Kant.
Tras obtener la licenciatura en teología, se ocupó sobre todo de crítica bíblica. Perteneciente a los jóvenes hegelianos, liderada por Philip Marheineke, criticó la Vida de Jesús de David Friedrich Strauss, afirmando la autoridad indiscutible de la revelación. En 1834 comenzó a enseñar en Berlín. En 1836, durante sus primeros días como tutor, Bruno Bauer impartió clases a un todavía adolescente Karl Marx. Marx después se tornó contra Bauer en dos libros, La sagrada familia y La ideología alemana, en este último lo apodó San Bruno. Una generación después, fue mentor de un adolescente: Friedrich Nietzsche. Sin embargo, cuando Nietzsche abrazó la filosofía de Schopenhauer, el también conocido anti-hegeliano, también abandonó a Bruno Bauer.
En 1838 publicó su Kritische Darstellung der Religion des Alten Testaments [Presentación crítica de la religión del Antiguo Testamento](2 volúmenes), los cuales muestran que a esa fecha seguía fiel a la derecha hegeliana. Muy pronto su opinión sufrió un gran cambio, y en dos trabajos, uno sobre el cuarto evangelio, y otro sobre los sinópticos, como también en Herr Hengstenberg, kritische Briefe über den Gegensatz des Gesetzes und des Evangeliums [El Sr. Hengstenberg, cartas críticas sobre la oposición de la Ley y el Evangelio], anunció su completo rechazo de su temprana ortodoxia. 
Algunos trabajos de crítica que escribió son: una crítica de los evangelios y la historia de su origen, un libro sobre las acciones de los apóstoles, y una crítica de las cartas de Pablo. Dentro de las aportaciones de Bruno Bauer, se encuentra un profundo análisis de la literatura cristiana del siglo I. Él creía que muchos temas centrales del Nuevo Testamento, especialmente los que eran opuestos al Antiguo Testamento, podían ser encontrados con una relativa facilidad en la literatura greco-romana del siglo I. 
En 1839 se trasladó a la universidad de Bonn. En 1842 fue suspendido de su cátedra debido a sus tesis religiosas radicales. Bauer se retiró por el resto de su vida a Rixdorf, hoy ubicado en la comuna de Neukölln en Berlín, donde se ocupó sobre todo de la historia y la política.

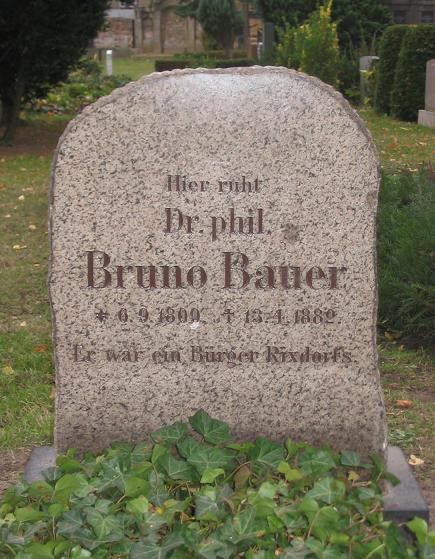
Tumba honoraria de Bruno Bauer.

Su último libro, Cristo y los césares (1877), muestra cómo el judaísmo se introdujo en Roma durante la época de los Macabeos, e incrementó su población e influencia en Roma desde entonces. Asegura que la influencia judía en Roma es mucho más grande de lo que los historiadores creen. De acuerdo con Bauer, Julio César buscó interpretar su propia vida como una historia de milagro oriental, y Augusto completó este trabajo comisionando a Virgilio para escribir la Eneida, haciendo de César el descendiente de Venus y pariente de los troyanos, para justificar de esta forma la conquista romana de Grecia y dar a Roma una historia más antigua y prestigiosa.

## Obra
Principales obras
- Kritik der evangelischen Geschichte des Johannes [Crítica Histórica del evangelio de Juan] (1840)
- Kritik der evangelischen Geschichte der Synoptiker [Crítica Histórica de los Evangelios Sinópticos]  (1841)
- Die Posaune des jungsten Gerichts uber Hegel, den Atheisten und Antichristen [La Trompeta del Juicio Final sobre Hegel, el ateo y Anticristo] (1841)
- Die gute Sache der Freiheit und meine eigene Angelegenheit  [La buena causa de la libertad y mi propio asunto] (1842)
- Hegels Lehre von der Religion und Kunst von dem Standpunkte des Glaubens aus beurteilt [Doctrina de Hegel de la religión y el arte desde la perspectiva de la fe en Los Jueces]  (1843)
- Die Judenfrage (1843) [La Cuestión Judía]
- Das Entdeckte Christentum im Vormärz [El Cristianismo descubierto en Vormärz] (prohibida, 1843)
- Die Geschichte des Lebens Jesu mit steter Rücksicht auf die vorhandenen Quellen [La historia de la vida de Jesús con el examen constante de las fuentes existentes]  (1843)
- Christus und die Caesaren [Cristo y los Césares]  (1877)

### Traducción
- La capacidad de los judíos y los cristianos actuales para liberarse. En VV.AA. Volver a la Cuestión Judía. Barcelona: Gedisa, 2011. ISBN 978-84-9784-266-2